# 加藤房雄
加藤 房雄（かとう ふさお、1948年 - ）は、日本の歴史学者、広島大学名誉教授。ドイツ経済史学専攻。

## 来歴
東京都生まれ。1971年京都大学経済学部卒業、1973年京都大学大学院経済学研究科修士課程修了、1976年京都大学大学院経済学研究科博士課程単位修得。
八代学院大学（現神戸国際大学）専任講師、広島修道大学専任講師・助教授、広島大学助教授・教授。2012年名誉教授。1991年「ドイツ世襲財産と帝国主義」で京都大学博士（経済学）。

## 著書
・    『ドイツ世襲財産と帝国主義―プロイセン農業・土地問題の史的考察』勁草書房1990 
・    『ドイツ都市近郊農村史研究―「都市史と農村史のあいだ」序説』勁草書房2005 
・   Das preußische Fideikommiss. Studien zu seiner nationalökonomischen Funktion im Übergang zum imperialistischen Kapitalismus, Peter Lang, Frankfurt am Main 2017 
・   『ドイツ大土地所有史論―世襲財産問題の諸相』広島大学出版会2023 

## 共著
・   Heinz Reif (Hrsg.), Ostelbische Agrargesellschaft im Kaiserreich und in der Weimarer Republik. Agrarkrise – junkerliche Interessenpolitik – Modernisierungsstrategien, Akademie Verlag, Berlin 1994 
・   経済史研究会編『欧米資本主義の史的展開』思文閣出版1996 
・   Markus A. Denzel / Margarete Wagner-Braun (Hg.), Wirtschaftlicher und sportlicher Wettbewerb. Festschrift für Rainer Gömmel zum 65. Geburtstag, Franz Steiner Verlag, Stuttgart 2009 
・   Karl Hardach (Hrsg.), Internationale Studien zur Geschichte von Wirtschaft und Gesellschaft, Peter Lang, Frankfurt am Main 2012  

## 翻訳
・   H. モテック/W. ベッカー/A. シュレーター著『ドイツ経済史―ビスマルク時代からナチス期まで（1871-1945年）』大島隆雄、田村栄子共訳、大月書店1989 